# Damernas solo i konstsim vid olympiska sommarspelen 1992
Damernas solo i konstsim vid olympiska sommarspelen 1992 i Barcelona, Spanien, avgjordes den 30 september 1988. Kanada vann tävlingen.

## Medaljörer
| Gren | Guld                     | Silver | Brons              |
| Solo | Kristen Babb-Sprague USA | Ingen  | Fumiko Okuno Japan |
| Solo | Sylvie Fréchette Kanada  | Ingen  | Fumiko Okuno Japan |

## Resultat

### Final
| Placering | Konstsimmare                  | Totalpoäng |
| --------- | ----------------------------- | ---------- |
|           | Kristen Babb-Sprague (USA)    | 191.848    |
|           | Sylvie Fréchette (CAN)        | 191.717    |
|           | Fumiko Okuno (JPN)            | 187.056    |
| 4         | Olga Sedakova (EUN)           | 185.106    |
| 5         | Anne Capron (FRA)             | 182.449    |
| 6         | Khristina Thalassinidou (GRE) | 180.244    |
| 7         | Kerry Shacklock (GBR)         | 179.839    |
| 8         | Marjolijn Both (NED)          | 179.354    |